# ديفيد دوك
ديفيد دوك (بالإنجليزية: David Duke) ولد في 1 يوليو من عام 1950 وهو قومي أمريكي أبيض كان قائداً سابقاً لحركة كو كلوكس كلان والتي تؤمن بالتفوق الأبيض، وهو معادي للسامية ديفيد دوك كان ممثلا سابقاً لولاية لويزيانا ومرشحاً في الانتخابات التمهيدية الرئاسية الديمقراطية في عام 1988 والانتخابات التمهيدية في الحزب الجمهوري للرئاسة في عام 1992.و حاول بفشل الترشح لمجلس الشيوخ في ولاية لويزيانا ومجلس الشيوخ الأمريكي ومجلس النواب الأمريكي وحاكماً لولاية لويزيانا.دوك كان قد وصف نفسه بأنه عنصري واقعي حيث قال «للناس الحق الاساسي الإنساني بالمحافظة على حقهم في الحفاظ على تراثهم الخاص» وهو يتحدث في خطاباته لصالح العزل العنصري والانفصال الطوعي الأبيض.

## مؤلفاته
- My Awakening

صدر في 1998، ترجمه إلى اللغة العربية إبراهيم يحي الشهابي بعنوان «الصحوة» ونشر من قبل دار الفكر في 2005.
- Jewish Supremacism: My Awakening to the Jewish Question

## مقابلته على قناةالجزيرة
تم بث مقابلة تلفزيونية في تاريخ 13 نوفمبر 2002 لديفيد دوك مع الإعلامي المصري أحمد منصور على برنامج بلاحدود على شاشة الجزيرة بعنوان "الاستغلال الأميركي لهجمات 11 سبتمبر".
وقد قام الإعلامي المصري أحمد منصور إعادة اللقاء على قناته الرسمية على موقع اليوتيوب بتاريخ 26 فبراير 2022 بعنوان: "بلا حدود|ما علاقة اسرائيل بأحداث 11 سبتمبر ؟ ديفيد ديوك يكشف بالأدلة تورط إسرائيل حوار مع أحمد منصور"
وقد تحدث ديفيد دوك في اللقاء عن سيطرة اللوبي الإسرائيلي في الولايات المتحدة، وقال أن اللوبي اليهودي أو إسرائيلي هو السبب الحقيقي ورأى الهجمات، وهم أيضُا لديهم سيطرة على الإعلام الأمريكية. وقد ذكر صحيفة نيويورك تايمز وصحيفة واشنطن بوست ضمن سيطرة اللوبي اليهودي.
وقد أوضح أنه يدعم إحدى نظريات المُؤامرة لأحداث الحادي عشر من سبتمبر وهو أن اليهود(أو إسرائيل) له علاقة بالأحداث، وأنهم المستفيدون الوحيدين من هذه الحادثة، ولديهم معلومات لم يفضحوا عنها (وبشكلٍا خياني) للولايات المتحدة على حدِ تعبيره.
وقد قال أيضًا، أنه لم يقتل أي يهودي أو إسرائيلي في هذه الأحدث رغم إعلان الرئيس الأمريكي الأسبق جورج بوش الابن أنه قد قُتِل 135 إسرائيلي. وقد عرضه أمام مجلس الشيوخ الأمريكي.

## وصلات خارجية
- ديفيد دوك على موقع IMDb (الإنجليزية)
- ديفيد دوك على موقع الموسوعة البريطانية (الإنجليزية)
- ديفيد دوك على موقع إن إن دي بي (الإنجليزية)
- ديفيد دوك على موقع قاعدة بيانات الفيلم (الإنجليزية)
- الموقع الرسمي
- قناة ديفيد دوك في اليوتيوب